# Tadeusz Tański
Tadeusz Tański, poljski avtomobilski inženir in oblikovalec, * 11. marec 1892, Moskva, † 23. marec 1941, koncentracijsko taborišče Auschwitz.
Oblikoval je številna vozila, med njimi prvi poljski serijsko izdelan avtomobil, CWS T-1.

## Življenje in delo
Tański se je rodil v Moskvi v družini Czesława Tańskega, enega od pionirjev poljskega letalstva, in njegove žene Marije. Kmalu zatem so se preselili v Wygodo blizu Janówa Podlaskega. Pred izbruhom prve svetovne vojne je Tański odšel v Pariz, kjer je študiral inženirstvo in se specializiral za letalske motorje na Ecole d'Electricite Industriel de Paris. Med vojno je zasnoval in izdelal številne motorje za različna vojaška letala, poleg tega pa se je veliko učil o oklepnih vozilih pri podjetju L. Bordon. Kasneje je delal tudi kot inženir za podjetje Armstrong Whitworth. Leta 1916 je zasnoval 12-valjni letalski motor s 520 konjskimi močmi.
Leta 1919 se je vrnil na Poljsko in se zaposlil v avtomobilskem oddelku ministrstva za vojaške zadeve. Med poljsko-sovjetsko vojno je leta 1920 konstruiral prvi poljski oklepnik Ford FT-B, ki je temeljil na šasiji slovitega Forda T. Skupaj je bilo izdelanih 16 tovrstnih strojev in vsi so bili uporabljeni na fronti.
Po vojni je ostal eden od inženirjev, ki so delali za poljsko orožarsko industrijo, predvsem za podjetje Centralne Warsztaty Samochodowe. Tam je leta 1922 Tański zasnoval in kasneje nadzoroval proizvodnjo CWS T-1, prvega poljskega serijsko izdelanega avtomobila. Vse do poznih tridesetih je ostal eden najvidnejših poljskih konstruktorjev in oblikovalec številnih avtomobilov, tovornjakov in topniških vlačilcev.
Po poljski kampanji leta 1939 in izbruhu druge svetovne vojne je Tański ostal na nemško okupiranem ozemlju Poljske. 3. julija 1940, na vrhuncu akcije AB, so ga Nemci aretirali in poslali v zapor Pawiak v Varšavi. Konec januarja 1941 je bil premeščen v koncentracijsko taborišče Auschwitz, kamor je prišel 1. februarja, tam pa je bil 23. marca 1941 umorjen. 